# Beatrice Ask
Eva Carin Beatrice Ask (Sveg, 20 de abril de 1956) é uma política sueca, do Partido Moderado.
É deputada no Parlamento Sueco - o Riksdag, desde 1988 (1988, 1994-2006, 2014-2019).
Foi Ministra da Escola em 1991-1994, e Ministra da Justiça no Governo Reinfeldt II em 2006-2014.
Foi nomeada governadora (landshövding) do Condado da Södermanland, a partir de 1 de janeiro de 2020.